# 한수웅
한수웅(韓秀雄, 1955년~)은 대한민국의 법학자이다. 그의 아버지는 법학자 한태연이다. 1988년 독일 프라이부르크대를 졸업하고 1992년 독일 프라이부르크 대학교에서 법학박사 학위를 취득한 후, 1995년부터 2003년까지 헌법재판소 헌법연구관으로 근무했다. 그는 2006년 한국법학회 주최 법학논문상을 수상한 바 있다. 2007년부터 중앙대 교수를 맡고 있다. 2010년 4월에는 법무부 차별금지법 특별분과위원회 위원장으로도 활동했다. 《경향신문》에 따르면, 그의 저서 《헌법학》은 대한민국을 대표하는 헌법교과서로 꼽힌다.